# Франсуа Сюро
Франсуа Сюро (фр. François Sureau; (19 вересня 1957 , Париж, Сена, Франція ) — французький адвокат, державний службовець, письменник.

## Біографія
Закінчив Національну школу адміністрації. У віці 23 років почав працювати аудитором у Державній раді Франції, через 15 років адміністративної кар'єри став адвокатом у Паризькій колегії, захищаючи як інтереси держави, так і шукачів політичного притулку. У 1983 році опублікував свою першу книгу — «Terre inconnue, récit de voyage» (Невідома земля, розповідь про подорож).
У 2016 році за книгу «Je ne pense plus voyager — La mort de Charles de Foucauld» отримав Комбурську премію , якою щорічно заохочується письменник, чия праця найкраще вшановує пам'ять Шатобріана.
Представляв інтереси Ліги прав людини, виступаючи у засіданні Конституційної ради проти запровадження відповідальності за регулярний перегляд вебсайтів терористичних угруповань (5 грудня 2017 року КС підтвердив своє рішення від 10 лютого 2017 року про неконституційність переслідування за відвідування будь-яких фактичних мереж перегляду, оскільки факт відвідування сайту не доводить наміру вчинити злочин).
Більше чверті століття підтримує дружні стосунки з Франсуа Фійоном, надавав йому правову допомогу в період протистояння з Жаном-Франсуа Копе, а також виділив свого співробітника Антонена Леві (син Бернара-Анрі Леві) для представлення інтересів дружини Фійона, Пенелопи Фійон, після звинувачення у фіктивному найманні парламентських помічників. Зарекомендував себе прихильником Емманюеля Макрона, брав активну участь у розробці статуту партії «Вперед, Республіка!». Послідовний католик заснував разом зі своєю дружиною, уродженкою Єгипту Айям, Асоціацію допомоги біженцям (не визнає визначення «мігрант», оскільки, за його словами, «мігрують лише тварини»). Частина свого дозвілля присвячує історії Франції, відома його характеристика короля Генріха IV: Це Нетаньягу, який навернувся в іслам.
15 жовтня 2020 обраний до Французької академії, зайнявши крісло, що залишалося вакантним після смерті Макса Галло.

## Вибрані праці

### Основні
- Terre inconnue, récit de voyage, Paris, едіції Saint-Germain-des-Prés, 1983, ISBN 2-243-01893-4
- À l'est du monde, avec Gilles Etrillard, Paris, Fayard, 1983, ISBN 2-213-01285-7
- L'Indépendance à l'épreuve (економія), Paris, Éditions Odile Jacob, 1988, ISBN 2738100244
- La Corruption du siècle, Paris, Gallimard, 1988, ISBN 2070713865, prix Colette[fr] et prix Paul-Flat[fr] de l'Académie française 1989
- Garçon, de quoi écrire, avec Jean d'Ormesson, Paris, Gallimard, 1989, ISBN 2070717623
- Нещастя[fr] / L'Infortune, Paris, Gallimard, 1990, ISBN 207072073X, grand prix du roman de l'Académie française
- L'Aile de nos chimères, Paris, Gallimard, 1993, ISBN 2070729249
- Les Hommes n'en sauront rien, Paris, Grasset, 1995, ISBN 2246493315
- Le Sphinx de Darwin, Paris, Fayard, Echos, 1997, ISBN 221359838X, prix Goncourt de la nouvelle[fr]
- Lambert Pacha, Paris, Grasset, 1998, ISBN 224656641X
- Les Alexandrins, Paris, Gallimard, 2003, ISBN 2070768333, Prix Méditerranée[fr]
- La Chanson de Passavant (poésie), Paris, Gallimard, 2005, ISBN 2070774635
- L'Obéissance, Paris, Gallimard, 2007, ISBN 978-2-07-078192-8
- Ініго, портрет[fr] / Inigo, portrait, Paris, Gallimard, 2010, ISBN 978-2-07-044536-3
- Sans bruit sans trace (poésie), Paris, Gallimard, 2011, ISBN 978-2-07-013620-9
- Le Chemin des morts, Paris, Gallimard, 2013, ISBN 978-2-07-014219-4
- 2016, Paris, Gallimard , ISBN 978-2-07-017917-6
- Sur les bords de tout — La Chanson de Passavant III (poésie), Paris, Gallimard, 2016, ISBN 978-2-07-017838-4
- Pour la liberté. Répondre au terrorisme par la raison , Paris, Tallandier, 2017
- Sans la liberté, Париж, Gallimard, Tracts n° 8, 25 septembre 2019, ISBN 978-2-07-285425-5
- L'Or du temps, Paris, Gallimard, 28 mai 2020, ISBN 2072888549

### Інші
- «Voici la guerre», стаття в Le Figaro після втрат французького спецназу в засідці в долині Узбін[fr] у серпні 2008 року (Афганістан)
- Préface à la Correspondance Chardonne[fr] / Paulhan, Paris, Fayard, 1999
- L'Obeissance, bande-dessinée de Franck Bourgeron[fr] à partir du livre de François Sureau, Paris, Futuropolis, 2009, ISBN 978-2-75-480279-6
- J'ai des soldats sous mes ordres: deux mystères évangéliques, dessins de Paul-Eugène Dannaud, Paris, Salvator, 2014, ISBN 978-2-7067-1117-6

## Нагороди
- Офіцер Ордену Почесного легіону (2012)[13] .
- Кавалер Ордену морських заслуг (2008)[14] .
- Офіцер Ордену Мистецтв та літератури (2009)[15] .